# Вулька (Брестский район)
Ву́лька (бел. Вулька) — деревня в Брестском районе Брестской области Белоруссии. Входит в состав Чернавчицкого сельсовета.

## География
Деревня расположена примерно в 12 км к северу от Бреста. В 2,5 км к востоку от деревни расположена платформа Мотыкалы Большие железнодорожной линии Брест — Высоко-Литовск. В 1,5 км проходит автомагистраль Р16. Ближайшие населённые пункты — деревни Смуга и Малые Мотыкалы.

## История
В XVIII веке — казённая деревня Брестской экономии. Жители платили феодальный чинш и подворный налог, а также налог на содержание армии зимой (гиберну). После Третьего раздела Польши 1795 года — в составе Российской империи, с 1801 года — в Гродненской губернии. Входила в состав имения Ковердяки. В 1860 году принадлежала Ф. Ягмину. В 1870 году — центр Вульковского сельского общества (в тот период в деревне было 65 ревизских душ). В 1876 году — 21 двор, в 1897 году — 14 дворов.
В 1905 году — деревня Косичской волости Брестского уезда.
После Рижского мирного договора 1921 года — в составе гмины Мотыкалы Брестского повята Полесского воеводства Польши, 10 дворов.
С 1939 года — в составе БССР.